# Sebastián Estevanez
Sebastian Estevanez (Buenos Aires, 4 novembre 1970) è un attore argentino.

## Carriera
Comincia la sua carriera nel 1996 nel ruolo di Rolo nella telenovela Gino.
Nel 2005 interpreta a Nicolas Pacheco nella serie Amor en custodia.
Nel 2009 è il protagonista della serie Herencia de amor, nel ruolo di Pedro Sosa/Pedro Ledesma, insieme a Diego Olivera, Luz Cipriota e Natalia Lobo.
Nel 2011 realizza una partecipazione speciale nella commedia Cuando me Sonreís nei panni di Marito Gabardina ex di Luna (Julieta Díaz). Sempre in quest'anno prende parte al film danese Superclásico; un lungometraggio che racconta la storia di un uomo di 40 anni che viaggia a Buenos Aires con il figlio di 16 anni per obbligare la moglie a firmare il divorzio, anche se la sua vera intenzione è di recuperarla. Nel film Sebastían interpreta a un centrocampista del Boca Juniors del quale è innamorata la signora in questione.
Nel 2012-2013 è uno dei protagonisti della telenovela Dulce Amor insieme a Carina Zampini e Juan Darthés. La telenovela è creta dal padre Quique Estevanez e trasmessa su Telefe.
Visto il successo di Dulce Amor, viene chiamato di nuovo per essere il protagonista della nuova telenovela del 2014 sempre su Telefe, Camino al amor sempre insieme a Carina Zampini e Juan Darthés.
Nel 2017-2018 è protagonista insieme a Eleonora Wexler della serie Golpe al corazón.

## Vita privata
Sebastián Estevanez è sposato con Ivana Saccani. Hanno tre figli Francesca (2009), Benicio (2011), Valentino (2015).

## Televisione
| Anno      | Telenovela                   | Canale     | Personaggio                           | Ruolo                   |
| --------- | ---------------------------- | ---------- | ------------------------------------- | ----------------------- |
| 1996-1997 | Gino                         | El Trece   | Rolo                                  | cast                    |
| 1998      | La nocturna                  | El Trece   | Cristian                              | cast                    |
| 1999      | Como vos y yo                | El Trece   | Willy                                 | cast                    |
| 2000-2001 | Los Buscas de siempre        | Canal 9    | Beto Santana                          | protagonista            |
| 2001      | PH (propiedad horizontal)    | Canal 9    | Julian                                | protagonista            |
| 2002      | Franco Bonaventura, el profe | Telefe     | Nacho Bonaventura                     | protagonista            |
| 2003      | Infieles                     | Telefe     | Ep: "Sin límites"                     | partecipazione speciale |
| 2004      | Los pensionados              | El Trece   | Lucho                                 | cast                    |
| 2005      | Amor en custodia             | Telefe     | Nicolás Pacheco                       | protagonista            |
| 2006      | Amor en custodia             | Azteca TV  | Mauro Mendoza                         | protagonista            |
| 2006-2007 | La ley del amor              | Telefe     | Lucas                                 | protagonista            |
| 2008      | Todos contra Juan            | América TV | lui stesso                            | partecipazione speciale |
| 2009-2010 | Herencia de amor             | Telefe     | Pedro Sosa                            | protagonista            |
| 2011      | Cuando me sonreís            | Telefe     | Marito Gabardina                      | partecipazione speciale |
| 2012      | La dueña                     | Telefe     | Marcos Guerrero (cameo)               | partecipazione speciale |
| 2012-2013 | Dulce Amor                   | Telefe     | Marcos Guerrero                       | protagonista            |
| 2014      | Camino al amor               | Telefe     | Rocco Coluci                          | protagonista            |
| 2015      | Fronteras                    | Telefe     | Marcos Guerrero (cameo)               | partecipazione speciale |
| 2016      | Susana Giménez               | Telefe     | Genio della lampada/pilota dell'aereo | partecipazione speciale |
| 2017-2018 | Golpe al corazón             | Telefe     | Rafael Toro Farías                    | protagonista            |

## Cinema
| Anno | Film                | Personaggio                                | Ruolo                   |
| ---- | ------------------- | ------------------------------------------ | ----------------------- |
| 2010 | Una noche de pasión | Elias                                      | partecipazione speciale |
| 2011 | Superclásico        | Juan Diaz                                  | protagonista            |
| 2014 | El azote del diablo | Hernesto Moreno Gonzales/SR. Montero Nuñez | protagonista            |